# 安陸話
安陸話是黃孝片方言在安陸的子方言。安陸作為歷史上的德安府治能夠代表黃孝片西北的面貌。

## 音系
本節介紹1930年代《湖北方言調查報告》調查的青年音系。

### 聲母
| p  | pʰ  | m   | f | (u)   | 洪細對立 | 不分開合 |
| t  | tʰ  | n~l |   |       | 洪細對立 | 沒有合口 |
| ts | tsʰ |     | s |       | 只有洪音 | 沒有合口 |
| tʂ | tʂʰ |     | ʂ | ʐ(/ʯ) | 只有洪音 | 開合對立 |
| tɕ | tɕʰ |     | ɕ | (i)   | 只有細音 | 沒有合口 |
| k  | kʰ  | ŋ   | x |       | 只有洪音 | 開合對立 |

安陸聲母除去黃孝片共性外有一些特點：
區分ts tʂ二組。比較主流，知二莊內轉與精組今洪音同讀ts類，知三章與知二莊外轉同讀tʂ類，知系的此種區分屬於標準南京型。如：作tso6≠桌酌tʂo6; 思師sɿ1≠施ʂʅ1。
比較主流，不分尖團。如：津=巾tɕin1
見知系合口細音讀tʂ類。如：決=拙tʂʯɛæ6
泥母：洪音與來混，如農=隆noŋ2; 細音與喻混，如年延ien2≠廉nien2。
併入泥母的疑母三四等隨之與喻混。如：牛=油iəu2

### 韻母
韻母音值採用早期調查形式（語法章節做相應協調）。
```
ɚ　而日
ɿ　子士	
ʅ　矢執	i　比律	u　戶目	ʯ　句出
a　大殺	ia　佳恰	ua　話挖	ʯa　刷
o　果若	io　學略
ɛæ　蛇厄	iɛ　茄絕	uɛæ 國或	ʯɛæ　靴拙
ai　拜代	iai　介懈	uai　外快	ʯai　揣帥
ei　臂隨		uei　歸位	ʯei　追稅
au　包好	iau　小巧
əu　畝卒	iəu　九育
an　暖山	ien　全限	uan 慣換	ʯan　閂倦
ən　崩硬	in　平旬	uən 坤橫	ʯən　春榮
aŋ　忙倉	iaŋ　兩江	uaŋ 光狂	ʯaŋ　莊窗
oŋ　紅融	ioŋ　熊用

```

安陸韻母除去黃孝片共性外有一些特點：
比較主流，遇臻通攝非陽聲韻的莊組與一等端系皆讀əu而混同流攝，如路=漏nəu5
因為知二莊外轉讀tʂ類，相應的假蟹山江攝相關的今開合對立得以保留，如山ʂan1≠閂ʂʯan1
蟹止攝合口一三等幫端系字較早就有文讀層與蟹止開三幫端系相對立，如：對tei4≠帝ti

### 聲調
| 調類 | 五度調值 | 例字                 |
| ---- | -------- | -------------------- |
| 陰平 | 34       | 包山生之巾瓜弓兄天研 |
| 陽平 | 21       | 直白席舌讀乎凡人牙王 |
| 上聲 | 52       | 反子左主打己母瓦允引 |
| 陰去 | 25       | 半介叫世句化幼片太這 |
| 陽去 | 45       | 未內令用戶大代上士外 |
| 入聲 | 13       | 執百息設篤八出力木厄 |

入聲獨立，但全濁一部分歸陽平（約26%）而不是陽去，這是地級孝感市區別於其他本土黃孝方言的特點。

## 語法[2]

### 體標記
先行體「着」：幾昝ㄦ要伢唉？先玩夠了着。
起始體「起」：到食堂買飯的人從門口排起。
進行體「在」「正在」：風在吹。
持續體「倒」：尔(n)在門口等倒，莫儘他走過去了(tɕʰiau3)
完成體「了」：把牛肉切了它。
存續體「了…得」：台子高頭坐了主席團得。
經歷體「了…的」：他跟我說了三埋ㄦ的。
「了」「的」「着」也是安陸的三種兼類語氣詞。

### 語氣詞
安陸方言除「了」外每一個語氣詞都有其固有的聲調，不同於北京語氣詞的輕聲。
啊/a2/。祈使（吩咐語氣）：他做作業尔莫張他啊。疑問（驚訝語氣）：一年忙到頭只落了千把塊錢啊？
吧/pa3/。祈使（請求語氣）：天不早了，我們架勢吧！疑問（猜測語氣）：他回了吧？莫亂瞎說。
唄/pɛæ1/。陳述（申明語氣）：我跟尔發了一封信的唄，尔冇收到哇？疑問（反問語氣）：不是說調查組今朝來的唄？
的/ti2/。陳述（加強肯定的語氣）：他們哈抹了汗的，就是尔冇抹。
欸/ɛæ1/。疑問：他在(tai)搞麼事欸？去了乜長時間還不回來。暫頓（和緩語氣）：做生意欸，心不能太黑。
哈/xa3/。祈使（商議）：明朝我有事，爸爸跟尔一路去哈！祈使（提醒）：記倒我的話哈！莫跟別歌扯皮耶。
嗬/xo3/。祈使：儘在那(no)ㄦ嚼，莫把我惹急了嗬！徵詢語氣：乜個菜吃得嗬？
耶/iɛ1/。疑問：尔幾昝ㄦ來耶？
啦/na1/。陳述（停頓）：他乜個人啦，不好說得。疑問（是非問句）：乜啦？
嘞/nɛæ2/。疑問（商議）：先儘伢兒吃了着，可不可得嘞？暫頓（和緩語氣）：想說話嘞，尔就大聲地說。
囉/no2/。感嘆：我幾怕他囉！簡直光得病。疑問（正反問句末尾，不耐煩的提醒口氣）：尔們還吃不吃飯囉？
嚜/mɛæ2/。暫頓（假設）：扯謊嚜，就扯到篤唦。疑問（申辯）：錢不是交了的嚜？
呢/niɛ1/。疑問（疑問語氣）：我說了算不算呢？分句（假設語氣）：明朝把穀割了以後再去接他。要是明朝落雨呢？
哦/o2/。疑問（詢問）：他來不來哦？疑問（推測）：天道不早了，只怕伢們ㄦ已經放學了哦？
唦1 /ʂɛæ1/。陳述（不耐煩/不如意）：錢儘白抄子偷去走了唦。陳述（醒悟語氣）：難怪他不跟我說話唦，原來是尔在竇裡戳的拐。
唦2 /ʂɛæ3/。疑問（正反問，有停頓）：老師不來尔們就可以曠兒揚鞭地玩，唦？分句（假設語氣）：要不是他去了唦，我們今朝還回不來。
喲/io2/。陳述（指明事實）：我們明朝到城裡去喲。祈使（催促語氣）：快抹點ㄦ去喲！晏了他們就走了。
了。陳述（變化）：天道晴了。祈使（勸聽）：把門閂緊，莫儘強頭進來了！
虛詞「了」語流中的讀音隨前一個音節的不同而變化，以順同化為主。輕聲的五度調值為3。以下例子省略聲調。
撕了[sɿ au]
試了[ʂʅ ʐau]　提了[tʰi iau]　來了[nai iau]　好了[xau uau]　縮了[səu uau]　黃了[xuaŋ ŋau]　用了[ioŋ ŋau]
反了[fan niau]　問了[uen niau]
剝了[po (ni)au]　說了[ʂʯɛæ (ni)au]

### 疑問句
安陸方言就四個小類與普通話有不同程度差異。
兩者就特指問的形式一致，不同的是語氣詞與代詞詞形（哪個/麼事vs誰/什麼）。
尔的行李耶？反問：難麼事欸？初中生都會做。
是非問的形式也一致，不同的是語氣詞與使用頻率（安陸話是非問不發達）。
尔硬是要走？反問：他不是來的唄？怎麼ㄦ冇見到他的人影ㄦ欸？
正反問方面，普通話的主要形式是「VP-neg-VP」及相應變種。安陸話還有更多特殊形式。
他們走了冇？反問：是不是的耶？他肯定要來的。
選擇問的形式也一致。但安陸話不帶語氣詞則顯得很彆扭。
是我先走，還是尔先走欸？反問：尔們是來講理的，還是來講口的耶？

### 否定

#### 標記否定
「冇」與「冇得」有嚴格的區分，不同於普通話的兼類詞「沒有」。
否定副詞「冇」不能修飾系動詞和能願動詞：我早上冇/*冇得讀書。
否定動詞「冇得」不能出現在經歷體：桌子上冇得/*冇書。
「冇」與「不」「莫」也有區別。
陳述句：我冇說（已然）、我不說（將來）、*我莫說、尔冇說、尔不說（勸阻）、尔莫說（勸阻）。
「莫」不用於回答疑問句：說了冇？冇說；說不說？不說。去了冇？冇(去)。*去冇去

#### 無標記否定
無標記否定結合A部分（說話人）和B部分（答話人）分為兩類。
A部分是肯定句，如：聽你的口音，像是大悟人。——哪ㄦ欸？我是花園人。
A部分是疑問句，如：你吃不吃欸？——吃個鬼。
標記否定與無標記否定是等值的，但後者是一種語用否定，如…
憤怒：尔超了車。——我哪ㄦ超了車嘞？明明是尔找事做。
寒暄：今年很賺了一些錢唦？——哪ㄦ欸，剛剛夠糊住嘴ㄦ。
不滿：聽說尔乜埋ㄦ買股票又賺了。——賺尔個頭哦！又套進去了。
不信：高廣漢昨ㄦ掛了，尔曉啊得嘞？——鬼款！我前ㄦ還看見了他的。
不喜：他這個人為人像麼樣欸？——馬屁精一個。
迴避：他去城裡買肥去了哇？——他到醫院去看病去了。

### 程度表達
安陸話有一批特色的絕對程度副詞。
次高級「蠻」mɛæ2：蠻好的一個伢儘他教壞了；最近身體不蠻好，所以冇來。
客觀最高級xɛæ3（黑/赫）：他黑喜歡打毛衣；我今天黑不舒服。
主觀最高級「太」（不如意）：太聰明的伢養不大（此句謠諺換成「黑/赫」將不能成立）。
主觀最高級「幾」tɕi3：河裡的水幾清囉！他的爹爹看起來冇得幾大個年紀。
極高級「死」，只作貶義：他死懶/懶死，年月不洗衣裳；死不聽話。
安陸方言的形容詞有如下生動形式，可以理解為非常A。
「BA」式狀態形容詞（不受一些副詞修飾）：癟淡、碰香、黢黑、焦乾、飛快…
「ABB+的」式：提子高頭還毛乎乎*(的)，要重新銜毛；乾巴巴，黑黢黢，眼巴巴，水靈靈…
「ABCD」式，主要附加貶斥的主觀評價：花里胡梢，灰不溜秋，血咕拉稀，黃不拉几…
「AABB」式（與BA同不受程度副詞修飾）：他喝酒喝得暈暈打打的。
在安陸方言中，程度補語的表達方式與普通話相比更豐富多彩。
V得了：我簡直氣得了；拿到大學的入學通知書，他的一屋人都喜得了。
A/V+死了/得要命：聽說她找到了滿意的工作，全家都喜死了；她婆婆結作得要命。
A得點ㄦ（程度淺）：窄得點ㄦ；寬得點ㄦ…
A/V+不過（單音節、表示感受）：愛不過；今天簡直忙不過囉！
A+長音後補結構+了：李子紅ɕin4了；她簡直能sai4了。
A+流了：他神氣流了的。他身上邋遢(nai1 tɛæ)流了。

### 指示代詞
安陸話的指示帶詞通常二分。乜1 (niɛ4)表近指，乜2 (niɛ5)表远指，只有聲調不同。